# Open Desktop Workstation
Open Desktop Workstation, также называемый ODW, — компьютер на основе PowerPC, созданный компанией Genesi из Сан-Диего (США). ODW имеет заменяемую плату процессора, поддерживающуюся большинством из микропроцессоров, построенных на Power Architecture от IBM и Freescale Semiconductor.
ODW является стандартизированной версией Pegasos II. Он стал первым open source компьютером на основе PowerPC и предоставил для PowerPC целевую среду разработки. Genesi бесплатно предоставила полную документацию (общепроектную и отдельных компонентов). Home Media Center, созданный на основе ODW, получил награду «Лучший продукт выставки» на Freescale Technology Forum в 2005 году.
ODW также имеет сертификаты ATI и «Ready for IBM Technology».
ODW поддерживает разные операционные системы, такие как MorphOS, Linux, QNX и OpenSolaris. Производство ODW было прекращено в пользу EFIKA.

## Спецификации
- ЦПУ: Freescale 1 ГГц MPC7447
- ОЗУ: 512 МБ DDR RAM (два слота, до 2 ГБ)
- Жёсткий диск: 80 ГБ ATA100
- Dual-Layer DVD±RW Drive
- Поддержка Floppy disk
- 3 PCI слота
- Видеокарта: AGP ATI Radeon 9250 (DVI, VGA и S-Video выхода)
- 4 USB
- поддержка PS/2 мыши и клавиатуры
- 3 FireWire 400 (два внешних)
- 2 Ethernet порта, 100 Мбит/с и 1 Гбит
- AC97 sound — in/out, аналоговый и цифровой (S/PDIF)
- PC game/MIDI-port
- Параллельный и последовательный порты (поддерживающие IrDA)
- Материнская плата формата MicroATX (236×172 мм)
- Корпус малого размера (92×310×400 мм)